# Naturstof
Naturstoffer eller biokemikalier er organiske forbindelser af biologisk oprindelse. Der skelnes mellem de primære og de sekundære metabolitter (stofskifteprodukter). Ofte bruges betegnelsen naturstoffer kun om sekundære metabolitter. Mange sekundære metabolitter isoleret fra planter og svampe har fundet medicinsk anvendelse.

## Primære metabolitter
De primære metabolitter findes på tværs af større grupper af biologiske organismer. Det er kemiske forbindelser, der er påkrævet for cellernes basale funktion og den normale vækst, udvikling eller reproduktion af organismen. Eksempler på primære metabolitter er byggesten som kulhydrater, aminosyrer, nukleinsyrer og lipider (fedtstoffer) samt hormoner og vitaminer. Primære metabolitter kan i princippet også være proteiner (fx enzymer) og andre makromolekyler, som indgår i alle cellers basale stofskifte eller opbygning, men termen anvendes mest om mindre molekyler.

## Sekundære metabolitter
De sekundære metabolitter forekommer ikke bredt, men kun i enkelte arter eller begrænsede grupper af arter. De er kendetegnet ved at have biologiske funktioner, der er af betydning for artens mere specialiserede funktioner. Sekundære metabolitter dannes ud fra primære metabolitter, og kemisk set kan primære og sekundære metabolitter være meget nært beslægtede.

### Planters sekundære metabolitter
Forskellige grupper af planter har forskellige sekundære metabolitter, der tjener til enten at tiltrække eller afskrække andre organismer. Fx kan blomsternes farve- og duftstoffer have til formål at lokke bestøvere til, medens et stort repertoire af gifte i planteriget tjener til at afskrække herbivorer, skadedyr og mikroorganismer. Planteriget som helhed laver flere tusinde forskellige sekundære metabolitter.
Planters sekundære metabolitter deles i forskellige klasser alt efter de byggesten, som er udgangspunktet for deres biosyntese.
- Terpener
- Fenoler
- Alkaloider
- Cyanogene glucosider
- Glucosinolater

#### Terpener
Terpeners biosyntese udgår fra molekylet isopentenyl pyrofosfat (IPP), som er en såkaldt C5 byggesten, der har fem kulstofatomer i sit skelet.
Eksempler på terpener i planter:
- Kamfer: et terpenoid fra kamfertræet (Cinnamomum camphora).
- Mentol: et monoterpenoid fra bl.a. mynte (Mentha).
- Artemisinin: et sesquiterpen fra kinesisk malurt (Artemisia annua).
- Humulen: et sesquiterpen fra humle (Humulus lupulus).
- Saponiner: triterpener fra bl.a. quinoa (Chenopidium quinoa).
- Karotinoider: tetraterpener fra bl.a. gulerod (Daucus carota).

#### Fenoler
Fenoler indeholder aromatiske forbindelser, der kan være dannet ud fra shikimat syntesevejen eller malonat/acetat syntesevejen.
Eksempler på fenoler i planter:
- Anthocyaniner: en stor gruppe farvestoffer i mange planters blomster og frugter (fx rødkål (Brassica oleracea var. capitata), brombær (Rubus) og almindelig æble (Malus domestica)).
- Kumariner: fra bl.a. skovmærke (Galium odoratum).

#### Alkaloider
Alkaloider er strukturelt meget diverse, men kendetegnes ved at have et eller flere kvælstofatomer i sig og at være afledte af aminosyrer.
Eksempler på alkaloider i planter:
- Stryknin: et quinolin-alkaloid fra bl.a. rævekage eller bræknødplante (Strychnos nux-vomica).
- Kinin: et quinolin-alkaloid fra kinatræer (Cinchona).
- Morfin: et isoquinolin-alkaloid fra opiumvalmuen (Papaver somniferum).
- Kodein: et isoquinolin-alkaloid fra opiumvalmuen (Papaver somniferum).
- Koffein: et xanthin-alkaloid fra bl.a. kaffe (Coffea).
- Nikotin: et pyridin-alkaloid fra bl.a. tobak (Nicotiana).
- Kokain: et tropan-alkaloid fra koka (Erythroxylum coca).

#### Cyanogene glukosider
Cyanogene glukosider er sekundære metabolitter, hvori der indgår en cyanohydrin-gruppe, og er afledte fra glukose og en aminosyre.
Eksempler på cyanogene glukosider i planter:
- Amygdalin fra bittermandel (Prunus dulcis var. amara).
- Dhurrin fra durra (Sorghum).

#### Glucosinolater
Glucosinolater er sekundære metabolitter, der indeholder både svovl- og kvælstofatomer, og er afledte fra glukose, en aminosyre og sulfat.
Eksempel på et glucosinolat i planter:
- Glucoraphan fra broccoli (Brassica oleracea var. italica).

### Dyrs sekundære metabolitter
Eksempler er de specifikke feromoner, som insekter kan udsende for at tiltrække seksualpartnere.

### Svampes sekundære metabolitter
Et eksempel er penicillin, som er et antibiotikum fra svampeslægten Penicillium.

### Bakteriers sekundære metabolitter
Et eksempel er botulinumtoksin, som er en nervegift, der dannes af bakterien Clostridium botulinum.